# 韋塞良卡
47°41′0″N 35°22′26″E / 47.68333°N 35.37389°E
韋塞良卡（烏克蘭語：Веселянка）是位於烏克蘭東南部的村莊，由扎波羅熱州扎波羅熱区的新亞歷山德里夫卡市鎮負責管轄。該村始建於1773年，面積32.6平方公里，海拔高度31米，2001年人口944，人口密度每平方公里28.9人。